# Globulosoma
Globulosoma is een geslacht van hooiwagens uit de familie Sclerosomatidae.
De wetenschappelijke naam Globulosoma is voor het eerst geldig gepubliceerd door J. Martens in 1987. 

## Soorten
Globulosoma omvat de volgende 2 soorten:
- Globulosoma gandakense
- Globulosoma montivaga